# Климатопатологија
Климатопатологија  једна је од области медицинске метеорологије која се бави проучавањем климатских чинилаца, који доводе до погоршања већ постојећих хроничних болести или условљава настанак неке нове болести.
Глобалне климатске промене сада већина прихвата као реалност. Њихов утицаји на животну средину, људско друштво и живот људи и животиња постаје све израженији, различитији и значајнији, посебно у епидемиологији незаразних и заразних болести. У том смислу постоји неизвесност и води све већи број дебата и истраживања о обиму и времену појаве климатских промена које се очекују у 21. веку.

## Опште информације
Под утицајем климатског чиноца као што је топлота у организму човека могу да настану акутни поремећаји као што су: топлотни удар, сунчаница, психички поремећаји, и др.
Под деловања хладноће у организму човека могу настати промрзлине, назеб, „рововско стопало”,  и др. 
Промена климе код  кардиоваскуларних болесника могу да утичу на чешће нападе ангине пекторис (бол иза грудне кости због сужења коронарних крвних судова) и значајне варијације крвног притиска. 
Клима значајно делује на сезонска обољења као што су чир на желудцу, стернокардија, хипертензија, алергијске болести, мождани инзулти, психозе, респираторнене тегобе (астма), поремећај функције коштано–зглобног система (реуматска обољења).

## Метеоролошки елементи
Метеролошки елементи који могу да утичу на погоршања већ постојећих хроничних болести или условљава настанак неке нове болести могу различито да се мере.Они на организам делују комплексно По биолошким ефектима метеролошки елементи се могу се поделити на 4 комплекса  
- Термички - температура ваздуха,  влажност ваздуха, атмосферски притисак
- Хигрички - влажност ваздуха, ваздушни притисак, температура ваздуха, висина падавини
- Актинички - сунчево зрачење, температура ваздуха.
- Аерички - ваздушни притисак

Сваки од од ових елемената изазива одређене реакције.

## Истраживања
Различита биометеоролошка истраживања резултовала су  низом сазнања, о утицају времена и климе на људски организам, међу открићима из ових истраживања значајнија су следећа:
- Да су за организам повољни временски услови стимулативни, за разлику од неповољних који доводе до многих обољења или погоршања постојећих.
- Да су сунчани дани с малом влажношћу ваздуха за већини људи најпријатнији.
- Да се субјективне температуре код човека манифестују као различити топлотни осећаји (види табелу):[5]

| Осећај топлоте    | Субјективне температуре | Осећај топлоте | Субјективне температуре |
| ----------------- | ----------------------- | -------------- | ----------------------- |
| Ванредна хладноћа | <-38,0                  | Вруће          | 32,0 до 45,9            |
| Веома хладно      | -38,0 до -20.1          | Врело          | 46,0 до5 4,9            |
| Хладноћа          | -20.0 до -0,5.          | Веома врело    | 55,0 до 69,9            |
| Хладно            | -0,4 до 22,5            | Спарно         | Преко 70,0              |
| Удобно            | 22,6 до 31,9            |                |                         |

- Да су ефективне температуре (ЕТ)  као комбинација температуре и релативне влаге и ветра лимити којима се одређује запара или граница термичког комфора. Вредности ефективних температура од 24°C су разуман критички праг врућине а изнад ње је гранична вредност температуре за људски комфор (human comfor). У зависности од географских области она граничну линију ЕТ помера до 30 °C

- Ђтетно дејство климе  услед изненадних временских промена односно пролаза синоптичких фронтова (у време проласка циклона).Да штетно дејство климе настаје услед изненадних временских промена односно пролаза синоптичких фронтова (у време проласка циклона). Тада нагло настаје мењање метеролошких и електрометеролошких фактора: атмосферског притиска, температуре и електричног стања ваздуха. јављају се метеоротропне болести, којих је до сада познато више од 50. Највећа измена атмосферског електрицитета је два дана пре пролаза синоптичких фронтова. Закључено је, на основу расположицих података, да се дан, два пре промене времена (проласка ваздушног фронта) код метеоропата јављају главобоља, малаксалост, несаница, а посебно се непријатно осећају када наиђе ваздушни фронт. Код хроничних болесника настаје погоршање болести. Лабораторијски налази обично показују повећање нивоа холестерола, натријума, протромбина, смањивање активности каталаза и пероксидаза. Ово је посебно изражено код особа са неуравнотеженим типом нервног система.

- Да снижени атмосферски притисака са порастом температуре и влажности ваздуха доводи до погоршања код оболелих од хроничног бронхитиса, астме, срчаних обољења, сниженог крвног притиска и анемије, а код здравих се смањује радна способност.
- Да пораст атмосферског притиска при сувом и хладном времену неповољно делује на болеснике са кардиоваскуларним болестима и тешким плућним оштећењем, а код здравих особа повећава радну способност.

- Да интензитет бола код болесника са ранама након траума или са свежим оперативним резовима након урађених оперативних захвата зависе од временских услова. Бол се појављује при паду атмосферског притиска уз истовремени пораст влажности и температуре (дакле у условима приближавања олује), а престаје након проласка олује.
- Да су за хроничне болеснике са респираторним и кардиоваскуларним проблемима неповољни  нагли продори хладног ваздуха, пропраћени јаким и маховитим ветром и наглим порастом притиска ваздуха.
- Да велике врућине, могу код људи узроковати топлотни удар, а у најдрастичнијим ситуацијама и смрт. Због лошије терморегулације теже их подносе старије особе и мала деца. Зато се саветује да се за време великих летних врућина смањи физичка активност, пије много течности и што више борави у климатизованим просторијама.
- Да промене времена утиче на људско расположење, емоције и понашање. Тако на пример резултати неких студија показују да су за време великих врућина позиви полицији због насиља у кући повећани, а самоубиства учесталија.
- Да поремећај атмосферског електромагнетског поља, до којег долази током преласка атмосферских фронтова слаби концентрацију, односно продубљује време реакције (време потребно да особа реагује на неки надражај). Зато су у таквим данима незгоде на послу и у саобраћају чешће.
- Да тмурно време током дугих, сивих зимских месеци има депресивни утицај на већину људи и чини их суморним и лоше расположеним. Јер је низак интензитет сунчеве светлости током тог периода времена премали да би имао стимулативни утицај на људску психу. Али не трпи само психа већ трпе и други органски системи због недостатка сунчеве светлости.

- Да су функције свих органа угрожене недовољном изложеношћу сунцу. Примера ради, за добро здравље костију и нормалну густину костију, као и за превенцију остеопорозе (смањена густина костију и поремећај микроархитектуре костију) значајна је количина примљене Сунчеве енергије.  У том смислу ултраљубичасто зрачење има велики значај за биолошке функције људског организма, јер подстиче синтезу витамина D. Сунце је најважнији извор стварања витамина D код људи и животиња, јер пд утицајем сунчевог ултраљубичасто зрачење 7-дехидрохолестерол, који се налази у кожи, претвара у провитамин D (холекалциферол). Супстанце које утичу на стварање витамина D3 настају тек након даљих хемијских конверзија (хидроксилације) у бубрезима и јетри, одакле се дистрибуирају у друге органе. Ултравиолетни зраци који утичу на формирање витамина D3 имају таласну дужину од 255 до 320nm (нанометара), а најјаче дејство је на 295nm. Током периода од октобра/новембра, па све до фебруара/марта, никаква или занемарујуће мала колицичина ултраљубичастог зрачење таласне дужине испод 320nm продире до земљине површине. Зато током зиме не постоји природни извор витамина D3, и у том периоду његова количина у крвном серуму значајно мања него при крају лета. Разлика у максималним нивоима витамина D3 током летњих и зимских месеци је чак до 10ng/ml и зато многи људи зими пате од хиповитаминозе витамина D3. Ово доказује кључну улогу ултраљубичастог зрачења стварању депоа витамина D3 ако се он не уноси храном. Код људи који зими у храни уносе доста овог витамина, овај проблем није толико изражен.